# Movimento per la lotta contro la fame nel mondo
Il Movimento per la lotta contro la fame nel mondo (MLFM) è un'organizzazione non governativa
di Lodi, riconosciuta come tale nel 1983 dal Ministero degli Affari Esteri della Repubblica Italiana. 
MLFM opera nel Sud del Mondo con progetti di sviluppo, per i quali fornisce mezzi e competenze senza mai escludere l'imprescindibile coinvolgimento delle popolazioni locali. Molto importante è anche l'attività in Italia, che comprende raccolta fondi a supporto delle sue attività e sensibilizzazione, con lo scopo di diffondere informazione ed una cultura di solidarietà, uguaglianza e pace tra i popoli.

## La storia
Il primo nucleo di MLFM si è sviluppato intorno al 1964, quando Arnaldo Moretti, presidente dell'Azione Cattolica, ha deciso di radunare dei collaboratori per offrire un sostegno ai missionari del Pontificio istituto missioni estere in collegamento con l'associazione Mani Tese. 
La sede iniziale è stata posta nella curia vescovile ma l'anno successivo è stata spostata in via Togliatti 18 a Lodi, per indicare l'autonomia del Movimento dalle attività missionarie diocesane. 
Nel corso degli anni il Movimento ha saputo aprirsi all'esterno e camminare da solo, seppur operando sempre in stretta sintonia con i missionari e con gli organismi di ispirazione cristiana nelle varie parti del mondo.
Nel 1982, un anno prima di ottenere il riconoscimento come ONG, è entrata a far parte della Federazione degli organismi cristiani per il servizio internazionale volontario (FOCSIV).
La prima realizzazione del movimento è stata una grossa azienda agricola a Khammand, in India, seguita da un orfanotrofio a Munugodu, oltre a vari interventi più estemporanei.
Il Movimento, successivamente, ha deciso d'incentrare i propri interventi in Africa al fine, soprattutto, d'ottenere una migliore focalizzazione ed evitare un'eccessiva dispersione di risorse.   
Il nucleo della comunicazione e della coordinazione di MLFM è incentrato nella città di Lodi, dove si tengono progetti maggiormente legati alla consapevolezza ambientale e alla cittadinanza attiva.    

## L'attività nel Sud del Mondo

### I progetti in Africa del Nord e del Sud
MLFM opera in diverse regioni dell'Africa attraverso molteplici interventi dagli obiettivi variegati, il cui filo conduttore sono sempre lo sviluppo e la figura protagonista della popolazione locale.
Molti progetti hanno l'obiettivo di portare acqua pulita e sicura ed energia, con risvolti positivi sulle condizioni di igiene, salute ed ambiente. 
Essi prevedono la costruzione di acquedotti, fontane ed altre strutture igienico-sanitarie. 
Altre iniziative hanno come obiettivo principale la tutela dei bambini, con centri di accoglienza che garantiscono loro un'assistenza medica, scolastica ma anche spirituale.
Protagonisti sono anche i progetti sul divario digitale, ovvero l'installazione di laboratori informatici e l'organizzazione di corsi per l'utilizzo del PC e del web per favorire i processi di inclusione e coesione sociale presso le giovani generazioni, incrementando le fonti di informazione e le prospettive occupazionali.
Ultimo aspetto che MLFM cerca di garantire attraverso i suoi progetti africani è quello citato dall'ONU nel primo Obiettivo del Millennio: sradicare la povertà estrema e la fame. L'organizzazione interviene dunque insegnando alla popolazione locale le tecniche più avanzate per poter poi essere in grado di provvedere al proprio sostentamento.
Seguono alcuni dei progetti affrontati dall'ONG lodigiana:
In Albania
- Alle periferie d'Europa

In Ruanda
- Acquedotto di Gatsibo
- Acquedotto di Gicumbi
- Centro Izere a Byumba
- Grande acquedotto di Byumba
- Linea elettrica nel Distretto di Gatsibo
- Scuola primaria Madre della Provvidenza

Nella Repubblica Democratica del Congo
- Casa di accoglienza per le bambine accusate di stregoneria ad Ek'Abana
- Ospedale Fomulac a Katana
- Progetti contro il divario digitale a Mbobero
- Progetti contro il divario digitale a Nyamocola

In Etiopia
- Progetti contro il divario digitale a Wolisso

In Tanzania
- Juco a Morogoro

### Il progetto ad Haiti
MLFM è presente nel Comune di Torbeck, Dipartimento del Sud,  dal 2008, con progetti idrici di sviluppo atti a portare acqua pulita e sicura alla popolazione ed attività di formazione e sensibilizzazione ai beneficiari del progetto stesso. 
Il sisma del 12 gennaio 2010 ha reso insufficienti le strutture fino ad allora costruite, dopo che la regione ha dovuto ospitare gli sfollati dalla capitale, che hanno provocato un aumento del 30% della popolazione. Il progetto è stato dunque integrato con altre infrastrutture per la fornitura di acqua potabile ed altre attività di formazione in Water and Sanitation per garantirne un utilizzo consapevole.

### I progetti passati
In Ciad
- Sviluppo agricolo sui Monti di Lam

Nella Repubblica Democratica del Congo
- Microcredito in ambito agro-pastorale a Walungu
- Riabilitazione delle sorgenti a Bakavu
- Radio per la cultura e l'informazione
- Sala polivalente ad Ek'Abana

In Costa d'Avorio
- Scuola di falegnameria a Daloà

In Kenya
- No One Out, "Inclusione giovanile negli slum di Nairobi"
- You Will Never walk Alone

In Mozambico
- Care Evolution, in provincia di Inhambane, nei distretti di Morrumbene e Homoine

In Ruanda
- Acquedotto di Ndamira – Ngoma a Kibungo
- Acquedotto di Cyeza
- Acquedotto di Remera
- Acquedotto di Gasigati
- Manutenzione della centrale idroelettrica e stazione di pompaggio a Rwamiko
- Progetti contro il divario digitale a Humure
- Progetto di sostegno nutrizionale e sanitario a donne e bambini di Muyanza

In Tanzania
- Progetto di apicoltura razionale nel Distretto di Unguja, arcipelago di Zanzibar
- Progetto Acquaplus nel distretto di Mkuranga a Kisiju, Pwani

In Zambia
- Progetto Api a Meheba

## Le attività in Italia
In Italia MLFM promuove attività di sensibilizzazione finalizzate a diffondere una maggiore consapevolezza ambientale e una cultura dell'integrazione e dello sviluppo integrale dell'uomo nel rispetto dei diritti di ogni popolo. Avvicina la nostra società alle problematiche del sottosviluppo, informando sui fatti che accadono nei Paesi in via di Sviluppo ed incentivando il volontariato internazionale come effettiva espressione di solidarietà. 
Nello specifico, lavora sul territorio nazionale nell'ambito dell'educazione alla mondialità con scuole di ogni ordine e grado attraverso la realizzazione di mostre, laboratori e percorsi didattici. Risale al 2015 l'apertura di un centro accoglienza presso l'Agriturismo Trianon di Graffignana in provincia di Lodi e l'apertura, sempre lo stesso anno, di uno sportello per stranieri e rifugiati presso la sede di MLFM a Lodi. L'attenzione all'ambiente viene dimostrata dalla nascita di SanfereOrto, nel 2017, un bene comune situato nel quartiere di San Ferolo, a Lodi. Qui volontari, scolaresche, persone con fragilità e in via di recupero entrano in contatto con la natura attraverso diversi percorsi. 
Seguono alcuni dei percorsi intrapresi dal 2004.
2004
- Corso etica fotografica: "La fotografia tra comunicazione mediatica e

cooperazione internazionale".
- I° corso di cooperazione allo sviluppo – livello base.

2005
- II° corso di formazione per volontari in Italia operanti in organismi e

associazioni di cooperazione internazionale. 
- Corso di volontariato internazionale e cooperazione allo sviluppo –

livello avanzato.
2006
- II° corso di cooperazione allo sviluppo – livello base.

2007
- III° corso di formazione per volontari in Italia operanti in organismi e

associazioni di cooperazione internazionale.
2008
- Corso avanzato Cooperazione e Volontariato Internazionale.

2009
- AcquAria – Fiera dell'acqua per un accesso sostenibile alla risorsa idrica.
- AcquAria – Concorso "Diamo un volto all'AATO"

2010
- Campo lavoro "Per un vasetto di miele" - Arcipelago di Zanzibar

2013
- Acqua e Vinci in collaborazione con SAL
- Supporto alla mensa cittadina

2015
- Nascita del Centro d'accoglienza per migranti Trianon a Graffignana (LO)
- Nascita dello Sportello per stranieri e dello Sportello per rifugiati presso la sede di MLFM

2017
- Rigenerazione di una prospettiva - SanfereOrto come bene comune

2019
- Green School
- MIWY MiWorld Young Film Festival

2020
- ImpollinAzione Urbana
- BiodiverCity
- Il verde per tutti

2021
- Ri-trovarsi
- FormAzioni Green
- Ambiente Attivo
- MIWY MiWorld Young Film Festival

### L'attività di comunicazione, raccolta fondi e promozione
Protagonista del lavoro dell'Organizzazione in Italia è l'attività di comunicazione, fundraising e sensibilizzazione allo scopo di raccogliere fondi per il sostegno dei progetti nel Sud del Mondo e per raccolte fondi locali. Negli ultimi anni l'Ufficio Comunicazione ha affrontato un forte cambiamento mirato alla digitalizzazione delle proprie raccolte fondi.